# Fagocyba alnisuga
Fagocyba alnisuga är en insektsart som beskrevs av Arzone 1976. Fagocyba alnisuga ingår i släktet Fagocyba och familjen dvärgstritar.
Artens utbredningsområde är Italien. Inga underarter finns listade i Catalogue of Life.